# Jean-Baptiste Mercadier
Pour les articles homonymes, voir Mercadier (homonymie).
Jean-Baptiste Mercadier, dit de Bélesta, est un ingénieur des ponts et chaussées et musicien, né à Bélesta (Ariège) le 18 avril 1750, et mort à Foix le 16 janvier 1816.

## Biographie
Son père est le secrétaire de l'évêque de Mirepoix, Mgr François Tristán de Cambón. Jean-Baptiste Mercadier est destiné à la prélature dès son plus jeune âge. Son père lui fait apprendre les lettres et les langues anciennes, mais il s'est surtout intéressé aux sciences exactes. Il se procurait des livres de mathématiques grâce à l'argent qui lui donnait une vieille tante dont il était l'enfant gâté.
Quand ses parents se sont aperçus de ce goût, il a été envoyé en 1771, au collège royal de Toulouse pour terminer ses études. Il en sort deux ans plus tard. Dans le certificat daté du 10 avril 1773, son professeur de mathématiques a écrit : « il est familier avec les courbes algébriques et avec le calcul différentiel. Les principales propriétés du calcul intégral lui sont connues ».
Il est musicien et théoricien musical à ses heures de loisir. Il a écrit Nouveau système de musique théorique et pratique, en 1776, dédié à d'Alembert dans lequel il critique les systèmes de Tartini et de Rameau.
À la fin de ses études, il est nommé ingénieur du Languedoc et s'installe dans son pays natal. Auparavant, le marquis de Mirepoix, qui a été son protecteur, lui a confié l'éducation scientifique de ses enfants. Il a fait ses premiers travaux à Mirepoix. À la demande de l'évêque de Mirepoix, il a fourni les plans et les devis des travaux qu'il voulait faire dans son château de Mazerettes. En 1779, il a fourni les plans de l'hôpital de Mirepoix dont la première pierre a été posée le 22 novembre 1780 par Saint-Jean de Pointis, prévôt de la cathédrale et vicaire général.
En 1784, il a présenté un ouvrage sur les ensablements des ports de mer qui a reçu le prix proposé en 1784 et 1786 par la Société royale des sciences de Montpellier par les États généraux du Languedoc. Il est publié en 1788 sous le titre Recherches sur les ensablements des ports de mer et sur les moyens de les empêcher à l'avenir, particulièrement dans les ports du Languedoc.  Après cette publication, les États du Languedoc lui ont donné la mission de visiter les ports du royaume et de l'étranger et d'y prendre les instructions sur les digues, les recurements et les autres ouvrages. Il était en Italie quand a commencé la Révolution. Il est revenu à Foix où il a pris le premier le poste d'ingénieur en chef de l'Ariège après la formation de ce département.
En 1794, la France est en guerre contre l'Espagne. Pour compenser le manque d'ingénieur du génie, il est requis pour remplir cette fonction en Catalogne devant la place de Figueras qui est tombée aux mains de l'armée française. Il revient alors en Ariège où il reprend ses fonctions d'ingénieur des ponts et chaussées.
À la demande de Pierre François Brun, premier préfet de l’Ariège, il a rédigé Ébauche d'une description abrégée du département de l'Ariège qui a reçu les éloges du ministre Jean-Antoine Chaptal. Dans ce livre, il décrit les ressources naturelles du département et fait des propositions sur leur optimisation. Il a montré que dans un pays de montagne, il est facile et avantageux de construire des routes ayant une pente réduite. Pour l'Ariège, il propose une pente de 4,5 cm par mètre. C'est le principe qu'il a adopté pour faire le tracé de la Route d'Espagne, l'actuelle RN20. Il a modifié le tracé de routes ayant des pentes importantes, celle du Mas Saint-Antonin à Pamiers, et celle de la Barguillère, entre Foix et Cadarcet.
Vers la fin du Premier Empire, toujours passionné par la mer, il rédige une Histoire générale des mouvemens de la mer et de l’atmosphère dont seul le premier livre a été publié sur les dix livres qui ont été rédigés. Dans une lettre du 3 octobre 1810, Barbier, bibliothécaire de l'empereur, lui écrit que Napoléon Ier a lu avec intérêt son livre.
Il a rédigé plusieurs projets de routes à faire dans le département de l'Ariège dont plusieurs ont été réalisés après sa mort.
Il perd son emploi en 1815 après le retour définitif des Bourbons. Il meurt peu de temps après, le 16 janvier 1816.

## Publications
- Nouveau système de musique théorique et pratique, Paris, chez Valade libraire & bibliothécaire, 1776 (lire en ligne)
- Recherches sur les ensablemens des ports de mer, et sur les moyens de les empêcher à l'avenir, contenant une nouvelle théorie touchant les jonctions des rivières, et le chemin que suivent les eaux d'une rivière et d'un étang qui se jettent dans la Méditerranée, ou dans certaines parties de l'Océan. Ouvrage qui a remporté le prix proposé en 1784 et en 1786 par la Société royale des sciences de Montpellier, Montpellier, imprimerie de J. Martel aîné , 1788
- Ébauche d'une description abrégée du département de l'Ariège, Foix, imprimerie de Pomiés aîné, frimaire an IX (1800) (lire en ligne)
- Tableaux des anciennes mesures du département de l'Ariège, comparées aux mesures républicaines, Foix, chez Pomiés aîné, an XIII, 54p.